# 628 TCN
628 TCN là một năm trong lịch La Mã.